# Чаша лотоса
Чаша лотоса або алебастрова чаша, названа Кубком побажань Говардом Картером, походить з гробниці давньоєгипетського фараона Тутанхамона 18-ї династії . Об'єкт отримав знахідковий номер 014 і зараз експонується в Єгипетському музеї в Каїрі, з інвентарними номерами JE 67465 та GEM 36.

## Відкриття

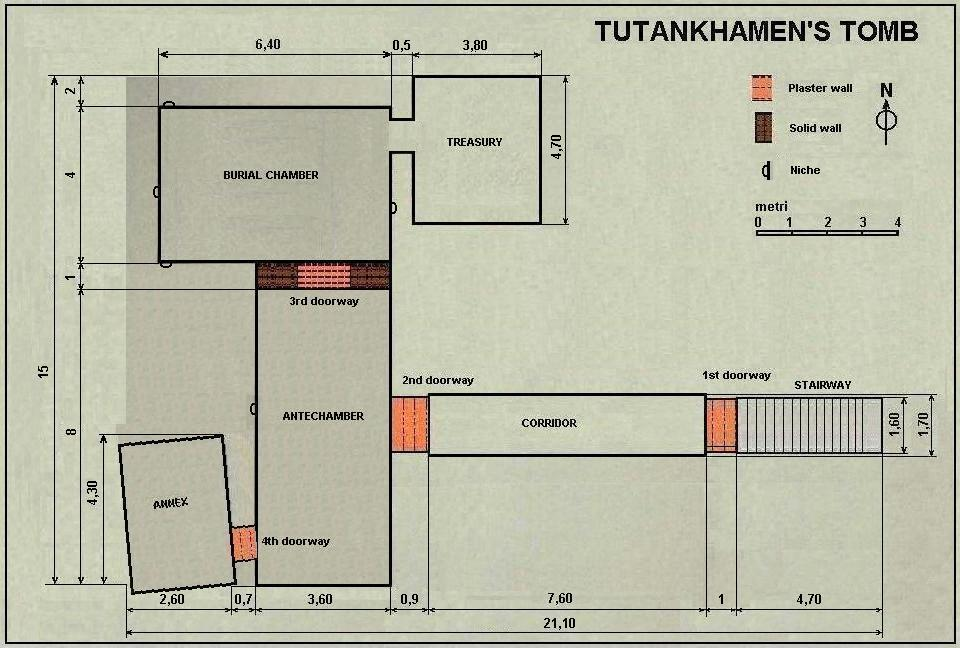
План гробниці KV62

Гробниця молодого царя (KV62) була відкрита майже недоторканою в Долині Царів на заході Фів Говардом Картером 4 листопада 1922 року. Чаша з лотосом була одним з перших предметів, які знайшли при вході в гробницю; вона була на підлозі всередині передпокою. Проте це не було місце для чаші із часів створення гробниці.

## Матеріал та значення

Хех із символами нескінченності: Кільце Шен, пуголовки та пальмовий черешок

Чаша з лотосом вирізана з цільного шматка алебастру та має форму білого лотоса в повному розквіті. Підставки для ручок мають форму бутонів блакитного лотоса, що ростуть вгору з богом Хех, що сидить на кошику (символ Неб) на кінчиках пелюсток. У кожній руці Хех тримає пальмовий черешок з насічками для підрахунку років; кожен з черешків стоїть на спині пуголовка, що сидить на кільці Шен. У верхньому кінці черешка є символ анкха, символ життя. Це типове зображення бога «мільйона років», бога нескінченності та вічності: пальмовий черешок є ієрогліфом року, тоді як пуголовок представляє 100 000 років, а кільце Шен символізувало вічність. Символ бога, що стоїть на колінах — ієрогліф для числа «один мільйон». Такий же мотив зустрічається і в інших предметах з гробниці, як кедровий стілець (JE 62029, номер 87). Тому чаша символізує нескінченне і вічне життя царя Тутанкамона.
Лотос є вагомим в єгипетській міфології для народження бога сонця, який з'явився з лотоса. Ім'я царя в центрі білої відкритої квітки символізувало його відродження. Ця іконографія втілена в Голові Нефертем, де зображений Тутанкамон, що виходить із синього лотоса, як щойно воскресший бог сонця.

## Написи
Написи вигравіровані і заповнені синім пігментом. Говард Картер скопіював написи і попросив Алана Гардінера перекласти їх. Основний лотос, який формує реальну чашу, має царське тронне ім'я «Небхеперур» та його особисте ім'я «Тутанхамон», з епітетом «улюбленець Амона-Ра, владика престолів Обох земель і володар небесний, даючи життя навіки». Напис читається справа наліво.
Напис на ободі чаші слід читати у двох напрямках. Зліва направо, починаючи з центрального анкха — п'ять титульних імен фараона Тутанхамона.
Справа наліво, починаючи знову з символу анкх, є наступне:
Хай живе твій Ка, нехай ти проживеш мільйони років, ти, хто любиш Фіви, сидячи обличчям до північного вітру, очі твої споглядають щастя.
Через напис Говард Картер назвав чашу лотоса Кубком побажань царю.
Напис побажання з чаши лотоса цитується на другому надгробному камені Говарда Картера.

## Представлення
Крім експозиції в Єгипетському музеї в Каїрі, чаша з лотосом була серед оригінальних знахідок, відібраних для першої тимчасової виставки погребального інвентяря Тутанхамона. Чаша також виставлялась під № 39 в рамках всесвітньої виставки «Скарби Тутанхамона» .